# Geschichte der Stadt Greifswald

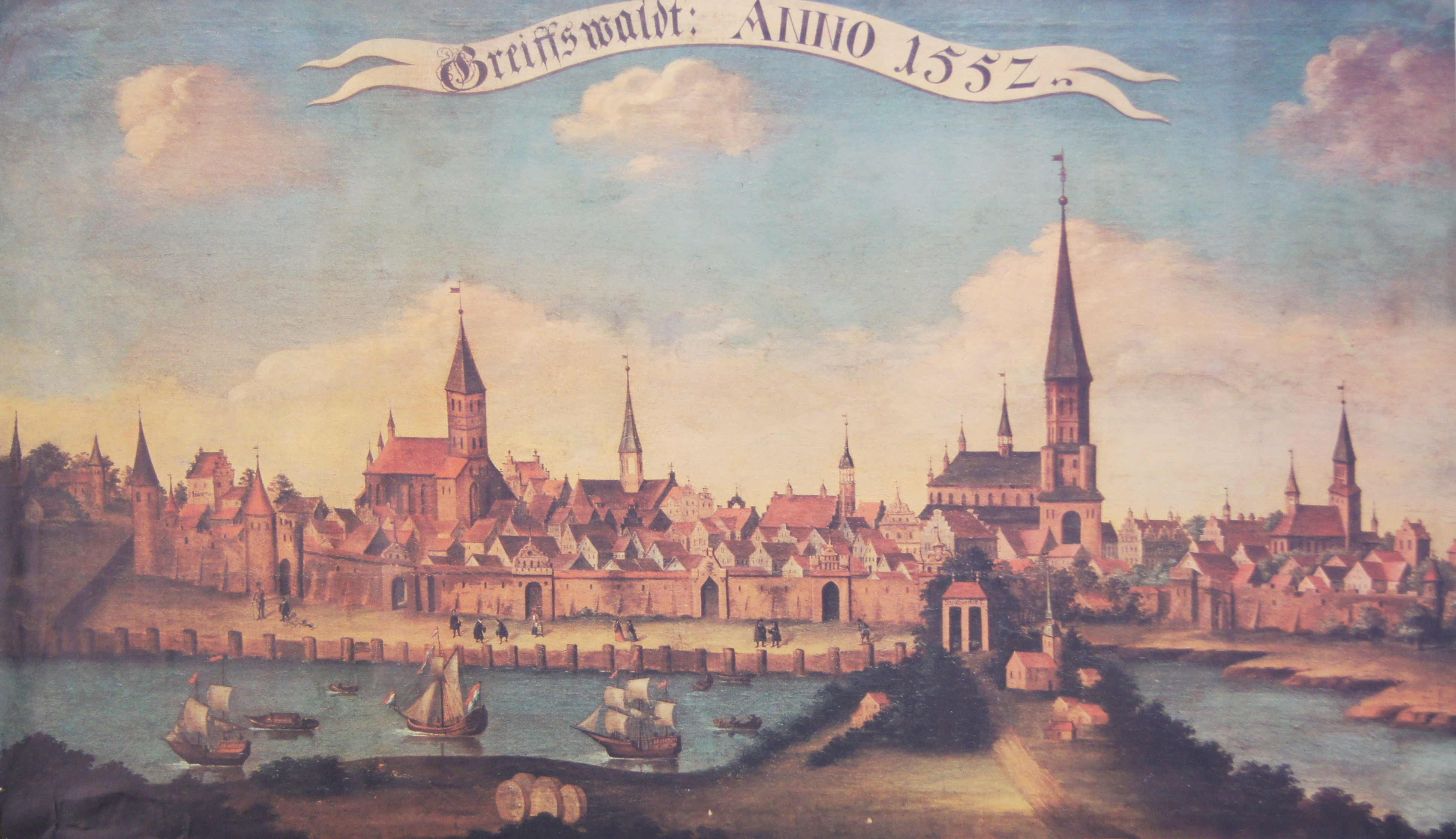
Greifswald 1552; Gemälde von Johann Gottlieb Giese, Pommersches Landesmuseum Greifswald

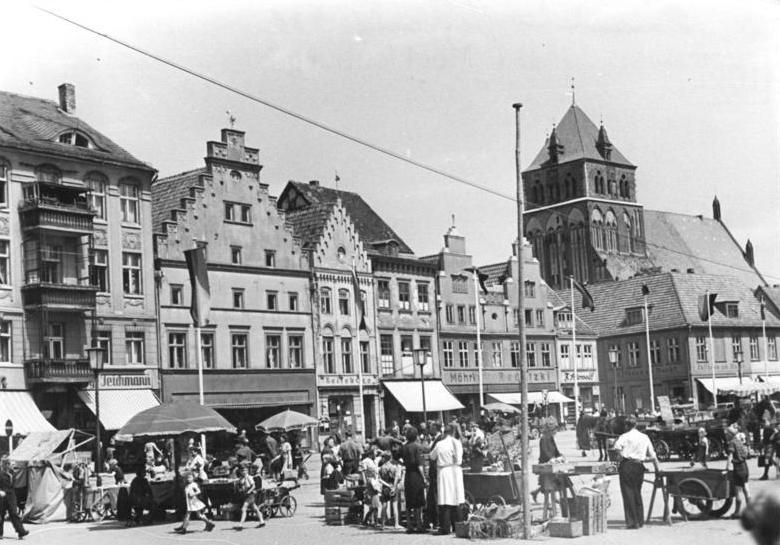
Greifswalder Marktplatz 1951

Die Geschichte der Stadt Greifswald begann im Mittelalter mit der Ostsiedlung. In Pommern stand Greifswald im Schatten von Stralsund und Stettin. Durch die 1456 gegründete Universität gewann die Stadt immer mehr an Bedeutung.

## Namengeschichte
Der ursprüngliche Name der Siedlung, die sich zur eigenständigen Stadt Greifswald entwickelte, ist nicht überliefert. Eine Bestätigungsurkunde von Herzog Wartislaw III. von 1248, in der dem Kloster Eldena das oppidum Gripheswald cum omnibus pertinentiis suis (der Flecken Gripheswald mit all seinem Zubehör) bestätigt wurde, ist die erste urkundliche Erwähnung des heutigen Namens. In der Lehensurkunde Wartislaws III. vom Juni 1249 findet sich der ausdrückliche Hinweis, dass das oppidum Gripheswald in deutscher Sprache Gripeswald genannt wird, was vermuten lässt, dass die Siedlung ursprünglich einen anderen slawischen, dänischen oder deutschen Namen besaß. Für die Theorie, dass der ursprüngliche Name ein dänischer war, der sich an Gripscogh, den Namen eines Waldes bei Esrom in Dänemark, dem Mutterkloster des Klosters Eldena, anlehnt, gibt es keine Belege. Aus den Folgejahren und -jahrhunderten sind auch die schriftlichen Bezeichnungen Gripeswald (1249), Grifeswolde (1250), Gripesuuolde (1280), Gripesuualde (1280), Gripswalt (1285), Gripeswald (1383), Gripeswolde (1383), Gripswald (1491), Gripswolde (1577), Greipßwalde (1601), Gripheswalde (1602), Gripheswaldt (1602), Greypffswald (1604) und bereits Greifswald (1621) überliefert.
Das mittelniederdeutsche grip steht dabei für den Greif und ist wahrscheinlich als Bezug auf das Wappentier der pommerschen Herzöge zu verstehen, die später auch als Greifen bezeichnet wurden; das wolt/wold steht für Wald. Greif und Wald finden sich auch im Wappen Greifswalds wieder.
Der lateinische Name Greifswalds ist Gryphisvaldia.
Seit 1990 trägt die Stadt wieder den Namenszusatz Hansestadt und bezeichnet sich nunmehr als Universitäts- und Hansestadt.

## Mittelalter

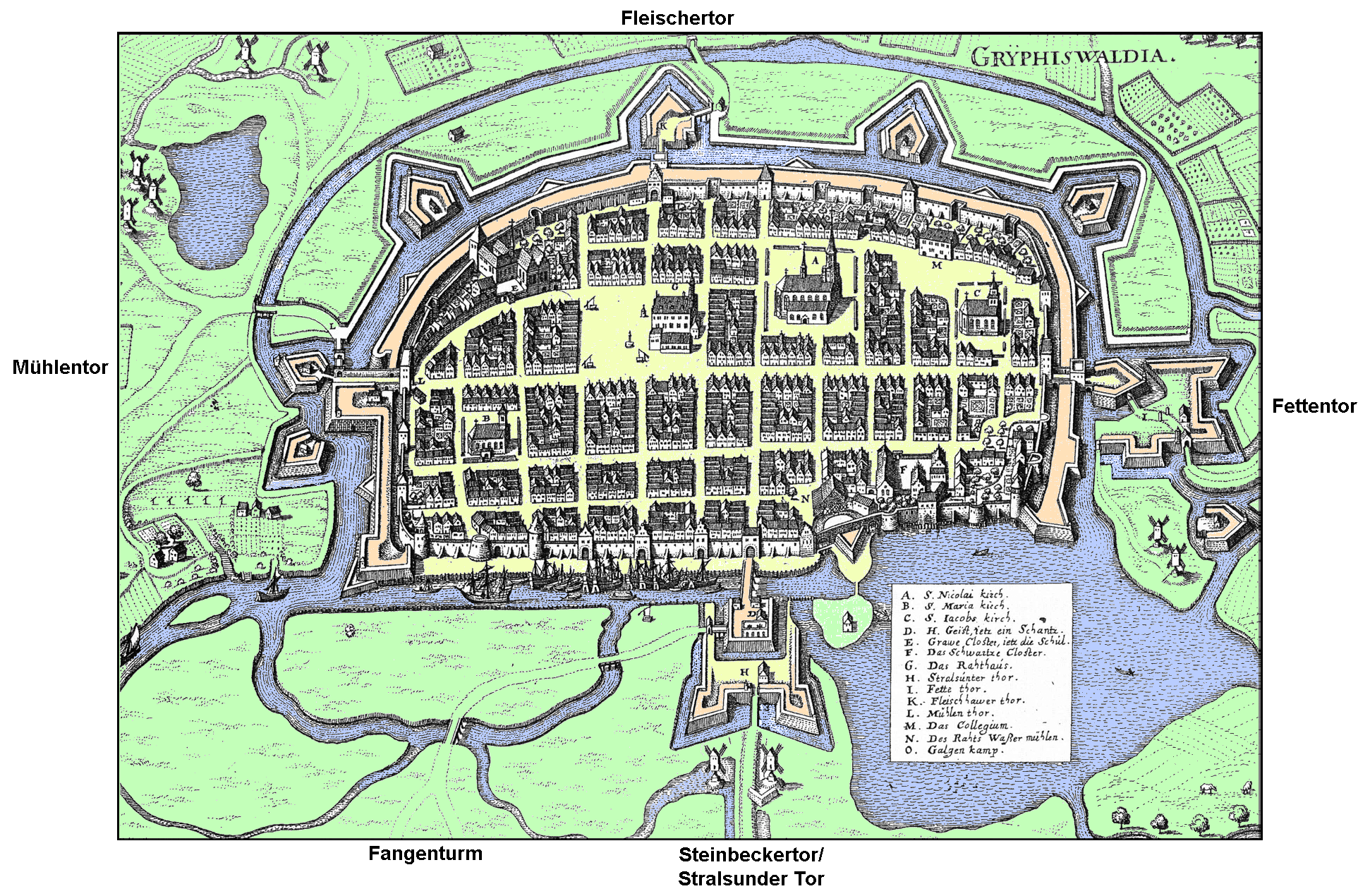
Historischer Stadtkern Greifswalds von Norden aus gesehen. Colorierte Reprographie eines Kupferstichs aus dem 17. Jahrhundert

Greifswalds Gründung in Pommern geht auf das Kloster Eldena zurück, zu dessen Gut es anfangs gehörte. Die Siedlung lag gegenüber den auf der anderen Seite des Ryck gelegenen Salzpfannen, die nachweislich seit spätestens 1193 bestanden; sie entstand wahrscheinlich im zweiten Viertel des 13. Jahrhunderts als Siedlung der Arbeiter der Greifswalder Saline. Für die Siedlung, an der sich zwei alte Handelswege kreuzten, erhielt das Kloster 1241 sowohl vom rügenschen Fürst Wizlaw I. als auch vom Pommernherzog Wartislaw III. urkundlich das Marktrecht verliehen. Im Juni 1249 konnte Wartislaw III. das Kloster dazu bringen, ihm die Marktsiedlung Greifswald zu Lehen zu geben, und am 14. Mai 1250 verlieh er ihr das Lübische Stadtrecht, wodurch Greifswald fortan auch gegenüber den pommerschen Herzögen sehr viel unabhängiger war. 1254 ernannte Wartislaw die Ryckmündung zum Freihafen und versprach den Kaufleuten Ersatz für durch Seeräuber erlittene Verluste. Am 17. Mai 1264 erlaubte er der Stadt dann, sich selbst zu verteidigen und eine Schutzmauer zu errichten, woraufhin die Befestigungsanlagen entstanden. Neben der Altstadt entwickelte sich westlich die Neustadt mit dem heutigen Rubenow-Platz als Marktplatz und der St.-Jacobi-Kirche als kirchlichem Mittelpunkt; eine Verfügung Wartislaw III. von 1264, wonach es nur einen Markt, einen Vogt und ein Recht geben sollte, verhinderte jedoch, dass die Neustadt gegenüber der Altstadt Eigenständigkeit entwickelte. 1278 wurde Greifswald erstmals in einer Urkunde als Mitglied der Hanse genannt. Die Stadt gehörte zum einflussreichen „Wendischen Quartier“. Bereits 1361 fand einer der ersten Hansetage in Greifswald statt. Allerdings genügte der Greifswalder Hafen schon im 14. und dann im 15. Jahrhundert den Anforderungen des Schiffsverkehrs nicht mehr, da er – anders als die Häfen in Stralsund, Wismar oder Rostock – versandete. Hierdurch fiel Greifswald gegenüber den anderen Hansestädten zurück.

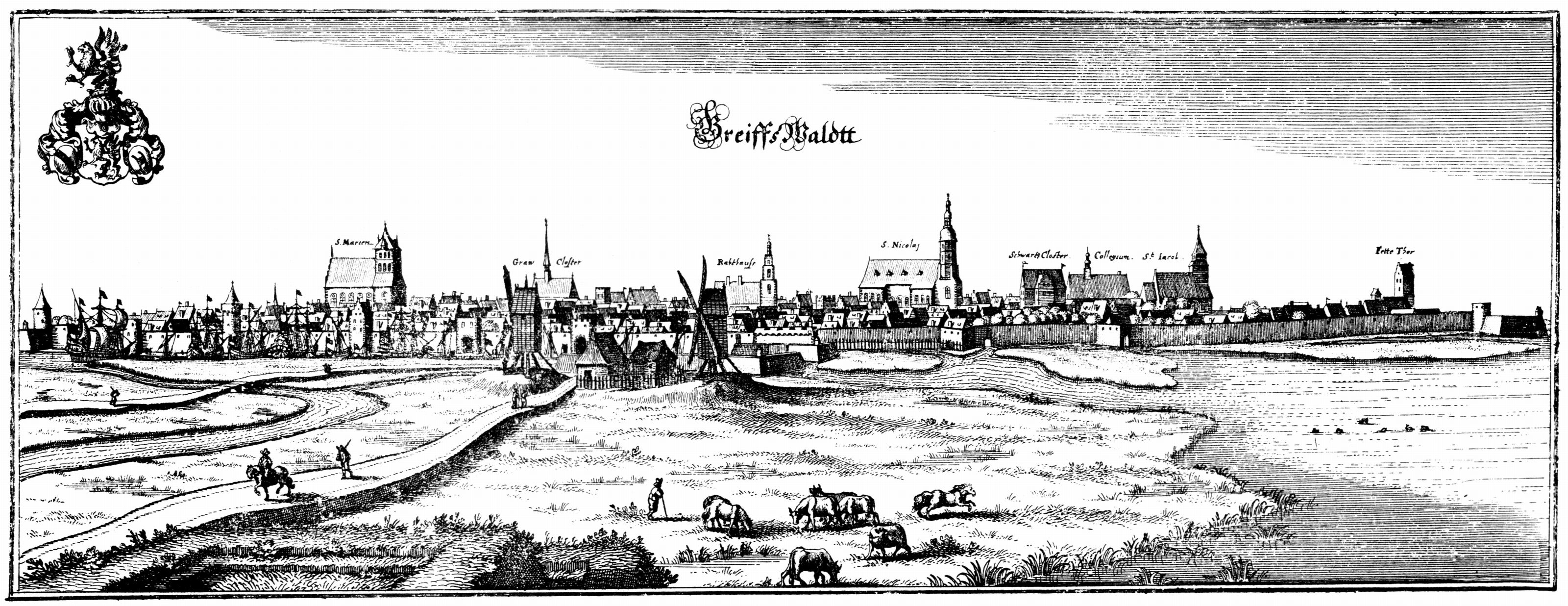
Greifswald 1652, Kupferstich von Matthäus Merian

1296 befreite Herzog Bogislaw IV. Greifswald von der Heeresfolge und sicherte zu, keinen Hof in der Stadt zu halten und zur Peene hin keine Befestigungsanlagen zu errichten. 1289 hatte er bereits eine jüdische Niederlassung in der Stadt gestattet, vermutlich um den Handel zu beleben. Das Privileg wurde jedoch nicht genutzt.

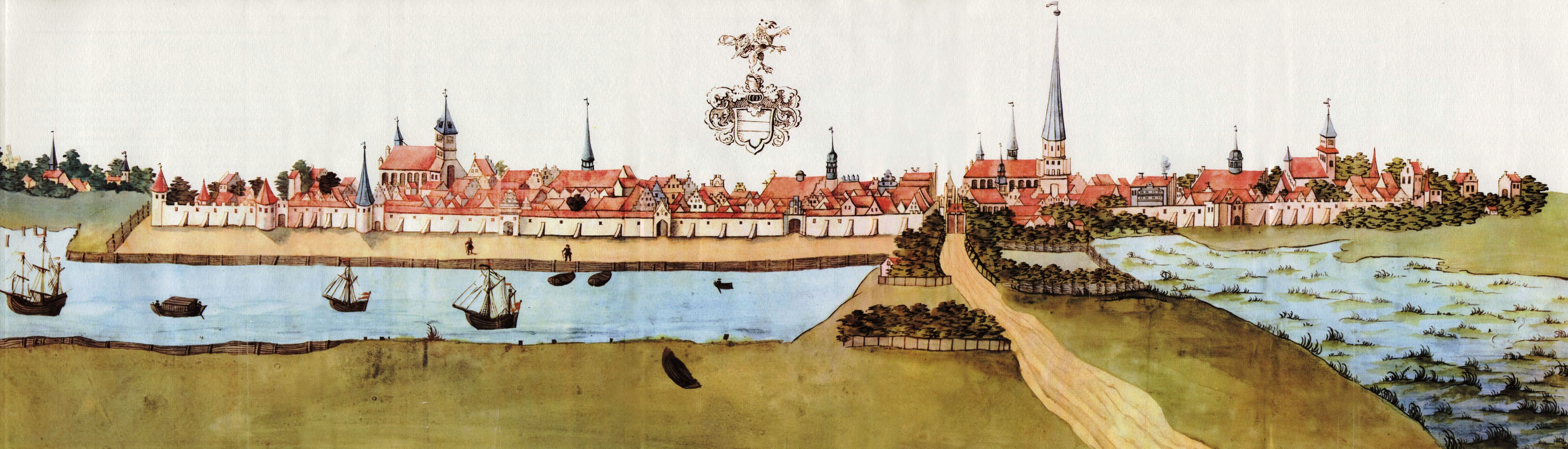
Greifswald 1615, Zeichnung aus der Stralsunder Bilderhandschrift

1412 geriet Greifswald mit dem Pommernherzog Wartislaw VIII. aneinander, als seine Bürger dessen Vasallen angriffen. Der Streit zog sich bis 1415 hin, ehe es durch die Vermittlung der Stände zu einer Aussöhnung kam. Die Stadt erhielt außerdem die Fischereirechte im Greifswalder Bodden. Als 1326 Herzog Wartislaw IV. starb und um seine noch unmündigen Kinder der Erste Rügische Erbfolgekrieg mit Mecklenburg um die Herrschaftsfrage entbrannte, schloss sich Greifswald mit seinen Nachbarstädten Stralsund, Anklam und Demmin zu einem Landfriedensbündnis zusammen, um den pommerschen Herzögen die Macht zu erhalten. Mit Hilfe des dänischen Königs konnten die Mecklenburger abgewiesen werden. Das gleiche Städtebündnis wurde erneut geschlossen, als es galt, sich am Ende des 14. Jahrhunderts vor Seeräubern und Raubrittern zu schützen. Als es um 1390 zwischen Pommern und dem Deutschen Orden zu Streitigkeiten kam, die auch die Beziehungen zu Polen beeinträchtigten, räumte Greifswald den polnischen Kaufleuten Verkehrsprivilegien ein, um den Handel mit ihnen aufrechtzuerhalten. 1452, mit der Verleihung der Goldenen Privilegien durch den Pommernherzog Wartislaw IX., erhielt Greifswald weitreichende Handelsrechte, die der Stadt zu wirtschaftlicher Macht und Wohlstand verhalfen.
1456 folgte Herzog Wartislaw IX. der Initiative des Bürgermeisters Heinrich Rubenow und gründete die Universität als pommersche Landesuniversität. Die Universitätsgründung in der kleinen Stadt wirkte sich prägend bis in die Gegenwart aus.

## 16. bis 18. Jahrhundert

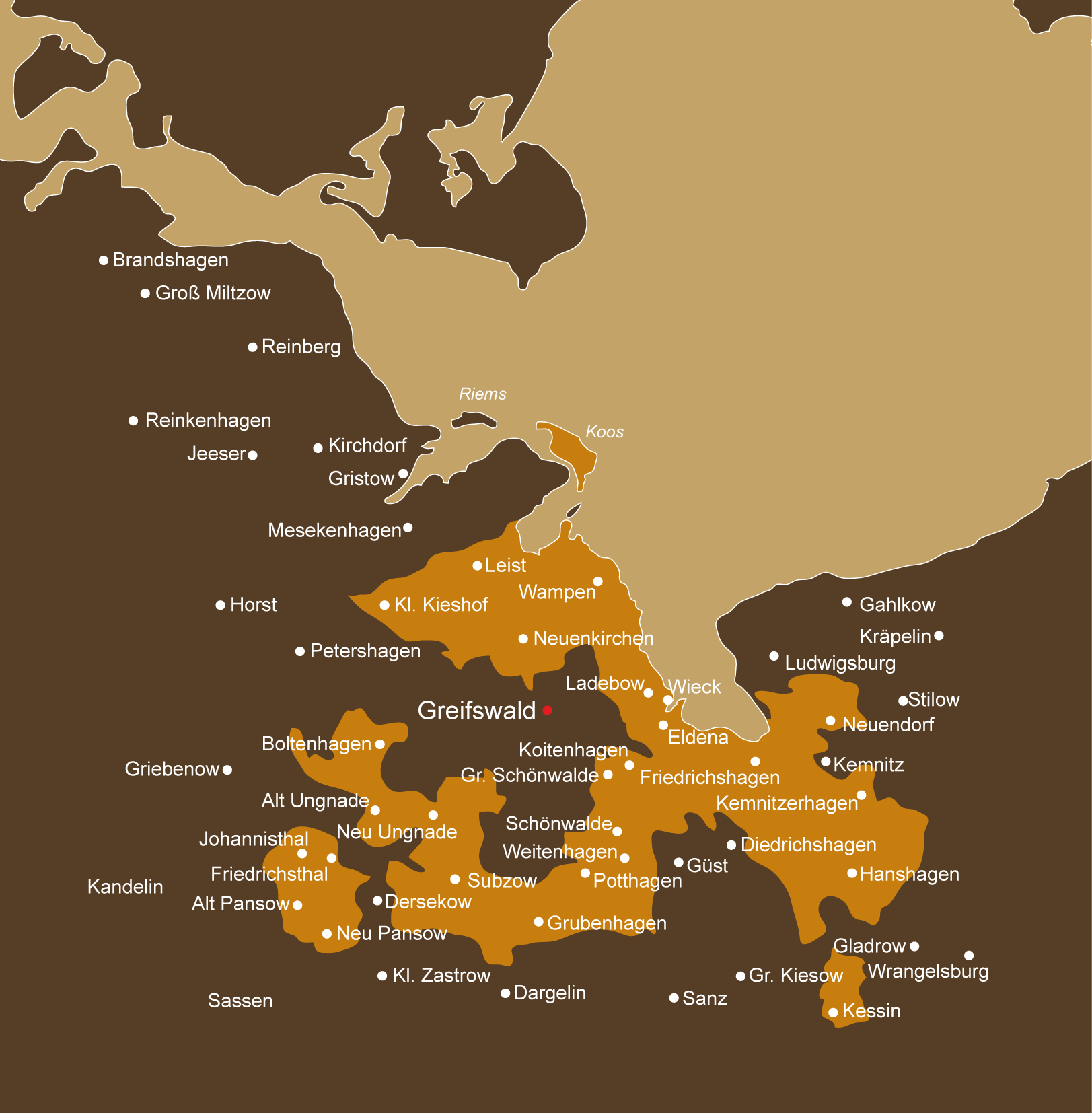
Grundbesitz der Uni Greifswald 1634

Die Reformation hielt 1531 in Greifswald Einzug. Auf Veranlassung der Bürger kam der Stralsunder lutherische Geistliche Johannes Knipstro in die Stadt und konnte dort ohne große Gegenwehr Luthers Lehre einführen. Eine neue evangelische gelehrte Stadtschule wurde 1561 im aufgegebenen Franziskanerkloster gegründet. Unter dem Rektor Lucas Tacke gewann sie um 1600 viele Schüler. Mit dem Dreißigjährigen Krieg kamen Not und Elend in die Stadt. Noch am 19. Mai 1626 befahl Landesherr Bogislaw XIV. den Greifswaldern, dass die teilweise baufällig gewordenen Befestigungsanlagen so gut wie möglich zu verbessern seien, doch schon am 10. November 1627 überließ der schwerkranke Herzog Pommern durch Kapitulation den kaiserlichen Truppen. Diese zogen unter Wallenstein am 20. November 1627 in Greifswald ein und errichteten ein Schreckensregime, bei dem die Bevölkerung aufs Schlimmste ausgeplündert wurde. Zur Abwehr der schwedischen Truppen ließ Wallenstein die Befestigungsanlagen verstärken und zog dazu die Bevölkerung zur Zwangsarbeit heran. Durch eine Pestepidemie wurden die Einwohner so stark dezimiert, dass zum Kriegsende nur noch die Hälfte der Häuser bewohnt war. Im Juni 1631 standen die Truppen König Gustav Adolf II. vor der Stadt und nahmen sie nach kurzem Kampf ein.
Der nachfolgende Zeitabschnitt, die so genannte Schwedenzeit, dauerte 184 Jahre. Die Schweden waren bis zum Wiener Kongress 1815 Herren über Vorpommern und damit auch für die Geschicke Greifswalds verantwortlich. Allerdings ließen sie die pommerschen Städte recht selbstständig gewähren. Greifswald wurde insofern aufgewertet, als es Sitz der obersten Gerichts- und Kirchenbehörden für Schwedisch-Pommern wurde. Mit der Verlegung des Obertribunals im Jahr 1803 erhielt Greifswald zusätzlich zu dem bestehenden Appellationsgericht auch ein Oberappellationsgericht und wurde damit Standort von drei Gerichtsinstanzen. Mehrfach versuchte Brandenburg, das verlorene Gebiet zurückzuerobern, und 1678 gelang es, Greifswald für ein Jahr lang zu besetzen. Bei den vorausgegangenen Gefechten wurde die Innenstadt samt Marienkirche schwer beschädigt. Im Gemäuer der Kirche stecken heute noch etliche Kanonenkugeln der Brandenburger. Die Kriege des 18. Jahrhunderts belasteten die Stadt stark. Während des Großen Nordischen Krieges mussten 1712 und 1713 die durchziehenden dänischen, sächsischen und russischen Truppen versorgt werden, und im Siebenjährigen Krieg explodierte 1758 ein in der Stadt von den Preußen angelegtes Pulvermagazin, wodurch große Teile der Stadt zerstört wurden. Zuvor hatten schon 1713 und 1736 Großbrände Teile der Innenstadt eingeäschert.

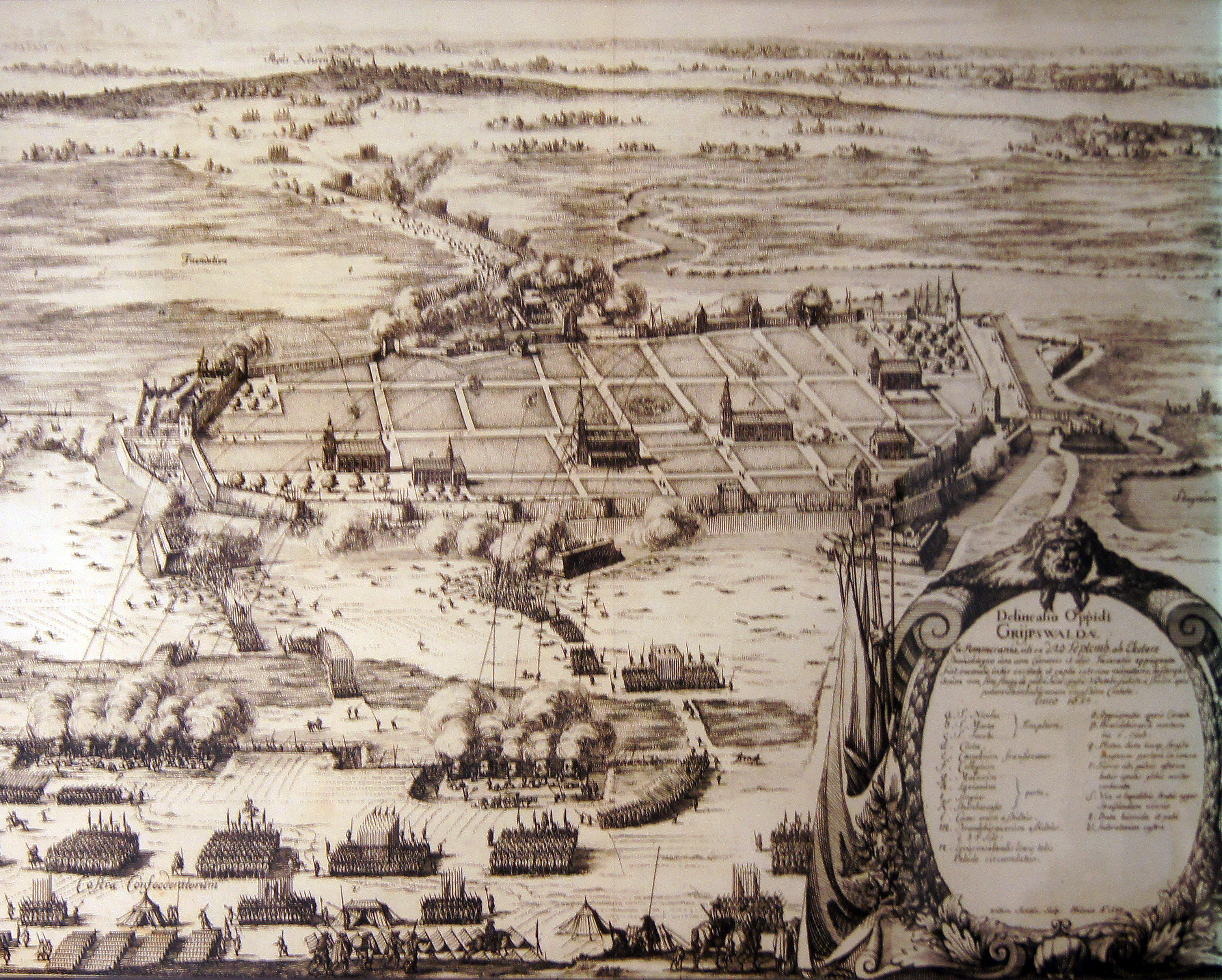
Belagerung Greifswalds 1659 durch die Brandenburger

In guter Erinnerung sind die Bemühungen der Schweden um die Greifswalder Universität geblieben. Nach deren Niedergang zum Ende des Dreißigjährigen Krieges kurbelten sie den Lehrbetrieb wieder an und ließen 1747 das heute noch bestehende Universitätshauptgebäude errichten.

## 19. Jahrhundert

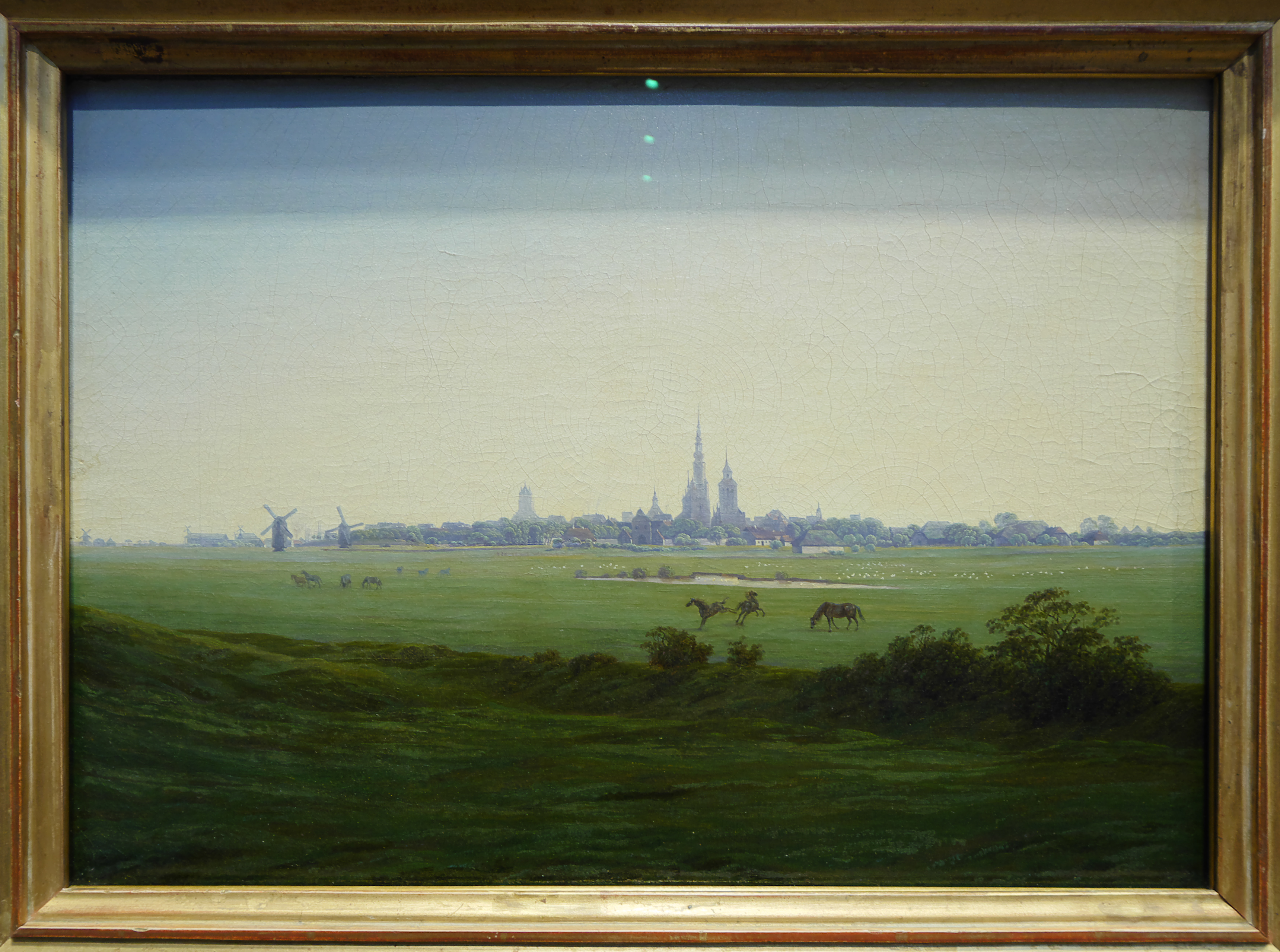
Gemälde von Caspar David Friedrich: „Wiesen bei Greifswald“ (1821/1822)

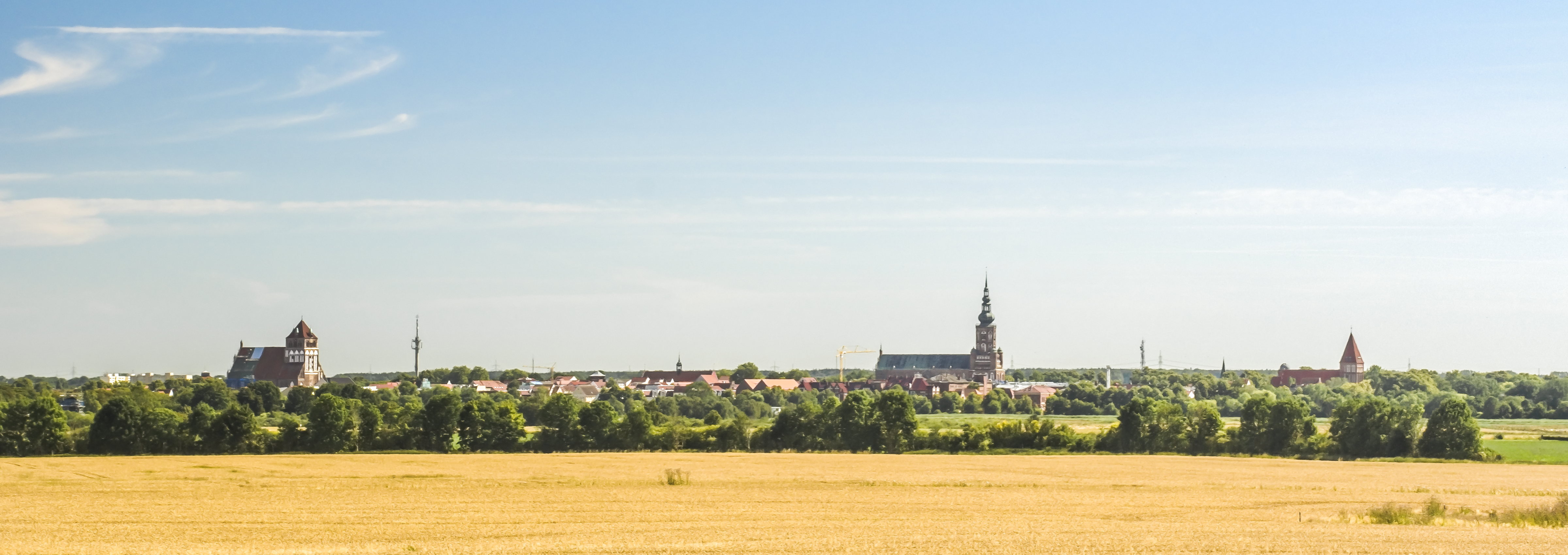
Caspar-David-Friedrich-Blick 2015

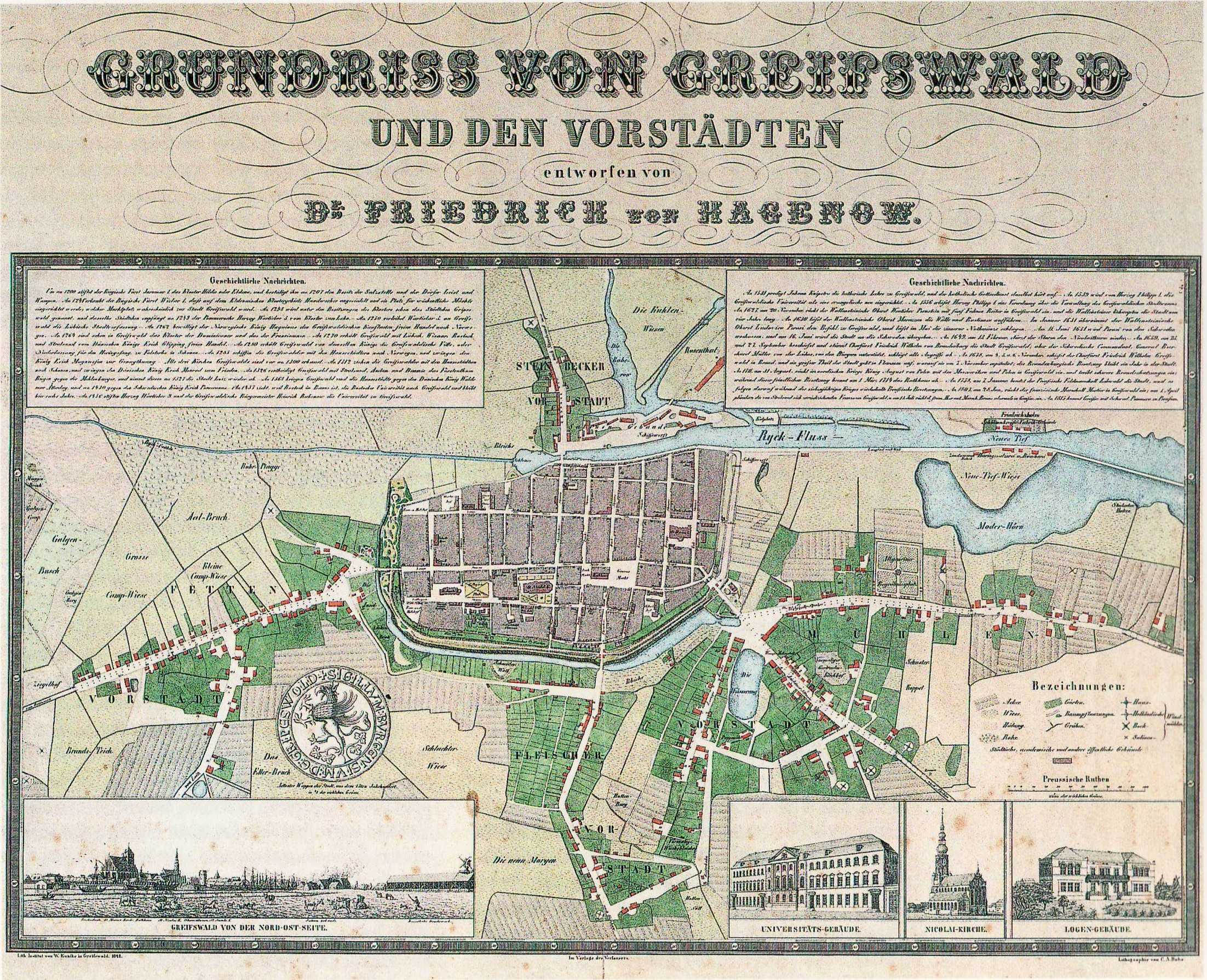
Grundriss Greifswalds 1842

Nach dem Staatsstreich des schwedischen Königs Gustav IV. Adolf und der staatsrechtlichen Ausgliederung Schwedisch-Pommerns aus dem Heiligen Römischen Reich wurde am 26. Juni 1806 die schwedische Verfassung eingeführt und am 4. Juli die Leibeigenschaft aufgehoben. Der Greifswalder Landtag im August 1806 diente vor allem der Repräsentation der neuen Verhältnisse.

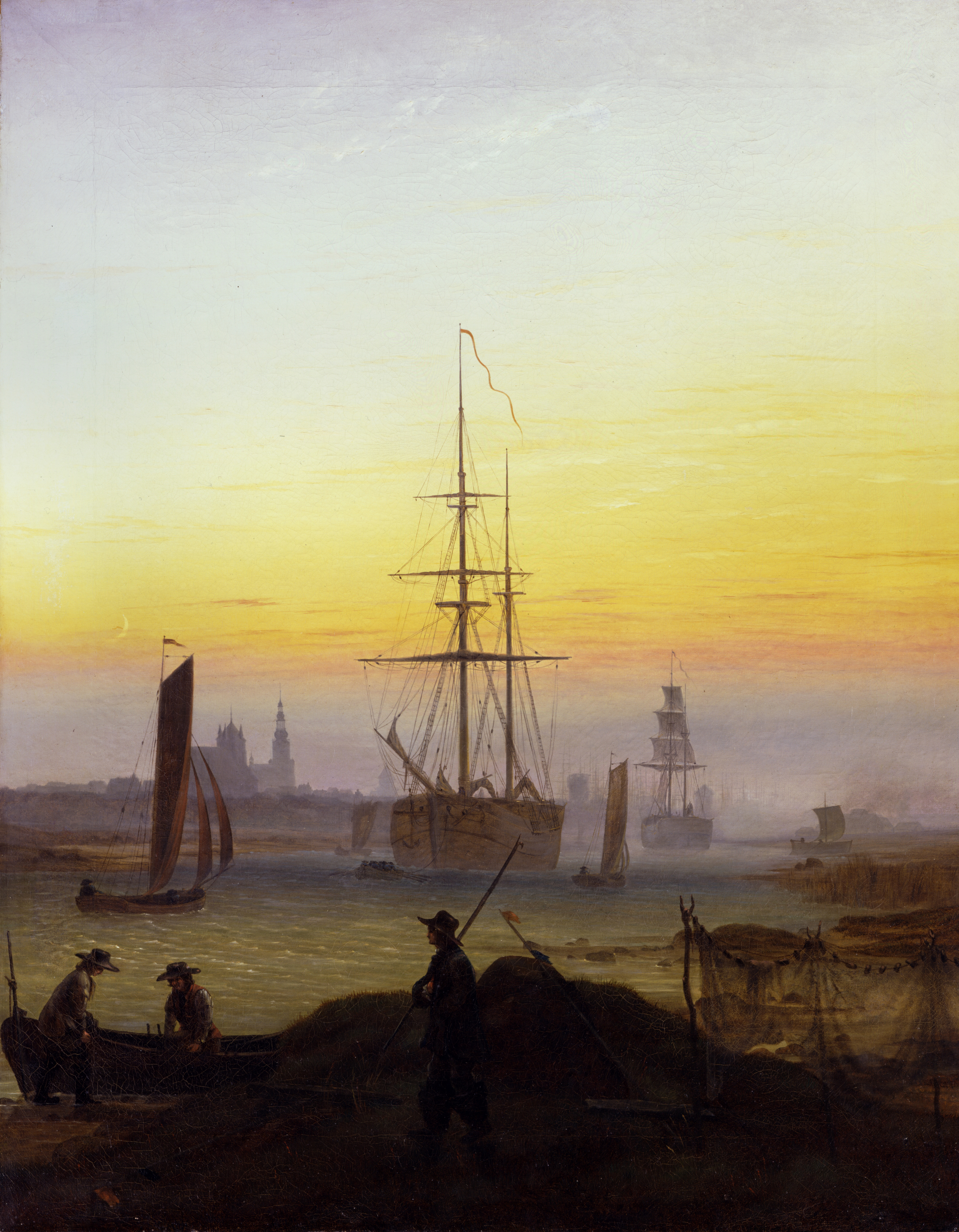
„Der Hafen von Greifswald“, Caspar David Friedrich, vor 1810

In den Napoleonischen Kriegen besetzten Truppen Frankreichs und seiner Verbündeten 1807 bis 1810 sowie 1812/13 die Stadt. Im Zuge des Friedens von Kiel im Januar 1814 sollte Greifswald mit Schwedisch-Pommern an Dänemark fallen, kam aber während des Wiener Kongresses durch Abtretung des damals preußischen Herzogtums Lauenburg an Dänemark zu Preußen.

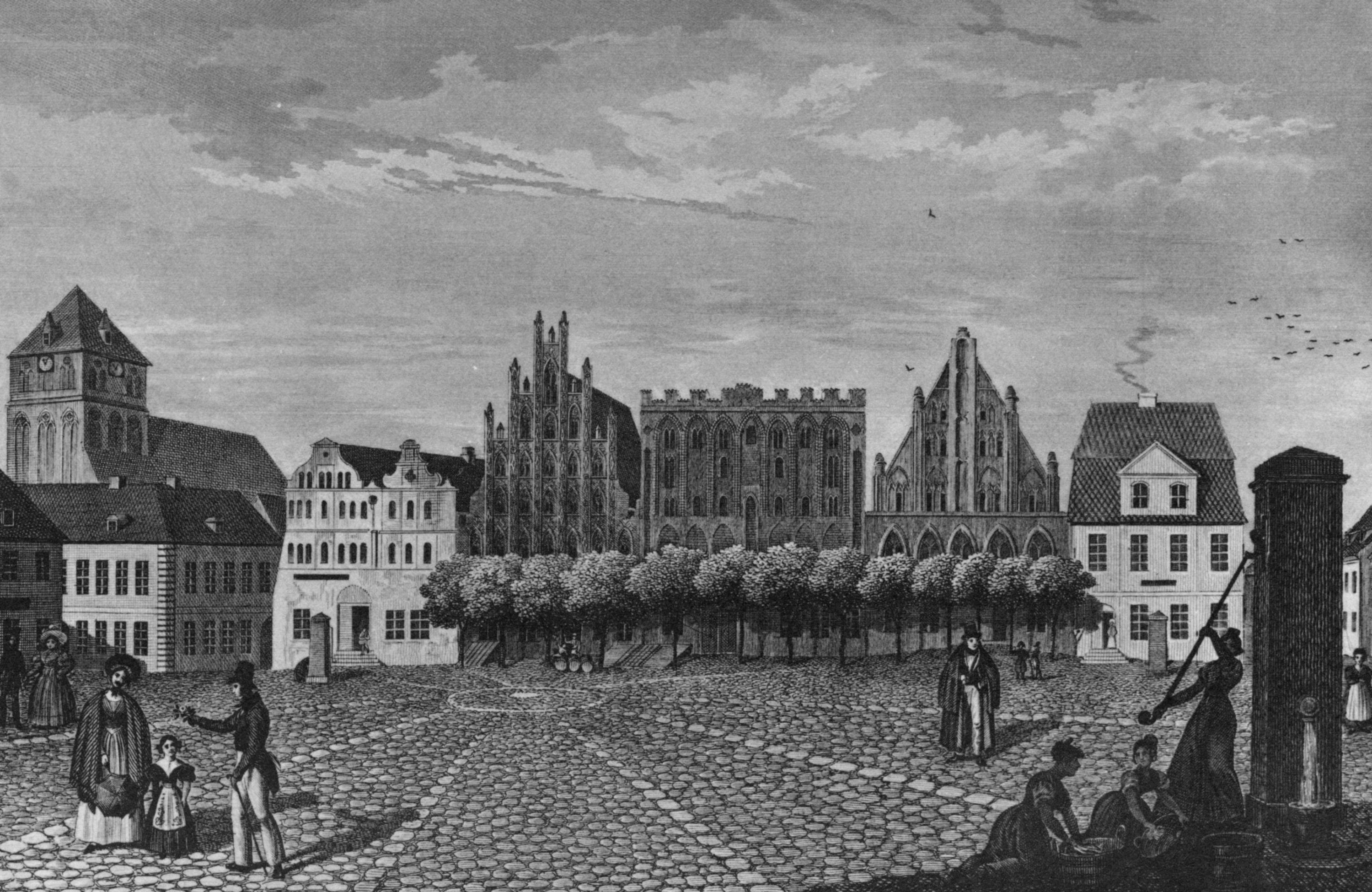
Greifswald, Marktplatz von Südwesten um 1840

Die Übergabe an Preußen erfolgte am 23. Oktober 1815. Im Zuge der preußischen Verwaltungsreform wurde Greifswald 1818 Verwaltungssitz des gleichnamigen Landkreises. In der Revolution 1848 beteiligte sich die Stadt an den Debatten um eine preußische Verfassung, die Demokraten bekamen in der Stadt sogar die Mehrheit. Der Arzt Axel Bengelsdorff führte die Bürgerwehr.

Mit dem Anschluss an die Fernstraße Berlin–Stralsund 1836 und dem Anschluss an das Eisenbahnnetz 1863 wurden Voraussetzungen geschaffen, dass sich in der vormaligen Landstadt eine – wenn auch bescheidene – Industrie entwickeln konnte. 1848 waren in Greifswald 53 Handelsschiffe beheimatet. 1864 war die Boddenstadt Sitz von 14 Reedern, denen 60 Segel- und vier Dampfschiffe von insgesamt 8744 Lasten gehörten und die 575 Seeleute beschäftigten. Die größten Greifswalder Segelschiffe waren in jener Zeit die Bark Einigkeit des Reeders Carl Graedner (303 Lasten, Kapitän: J.C.F. Braun, 13 Mann Bes.) und die Bark Greifswald des gleichen Reeders (277 Lasten, Kapitän: Hermann Vorbrodt, 13 Mann Bes.). Es folgten die Bark Rubenow des Reeders J.D. Hagen (259 Lasten, Kapitän: C.D. Stüdemann, 13 Mann Bes.) und die Bark Louise des Reeders H. Odebrecht (255 Lasten, Kapitän: Robert Beckmann, 13 Mann Bes.), schließlich die Bark Hermann des Reeders W. Haeger (253 Lasten, Kapitän: L. Reetz, 13 Mann Bes.) und die Bark Fomalhaut des Reeders L. Wittenberg (245 Lasten, Kapitän: Robert Bülow, 13 Mann Bes.). Neben mehreren Maschinenbaubetrieben und Gießereien war die 1863 errichtete Eisenbahn-Hauptwerkstatt ein bedeutender Wirtschaftsfaktor. Sie zählte über viele Jahrzehnte zu den größten Arbeitgebern in der Stadt. Größte Bedeutung hatte aber nach wie vor die Universität. Bereits 1856 war mit dem Bau des Klinikviertels im Nordwesten der Stadt begonnen worden.

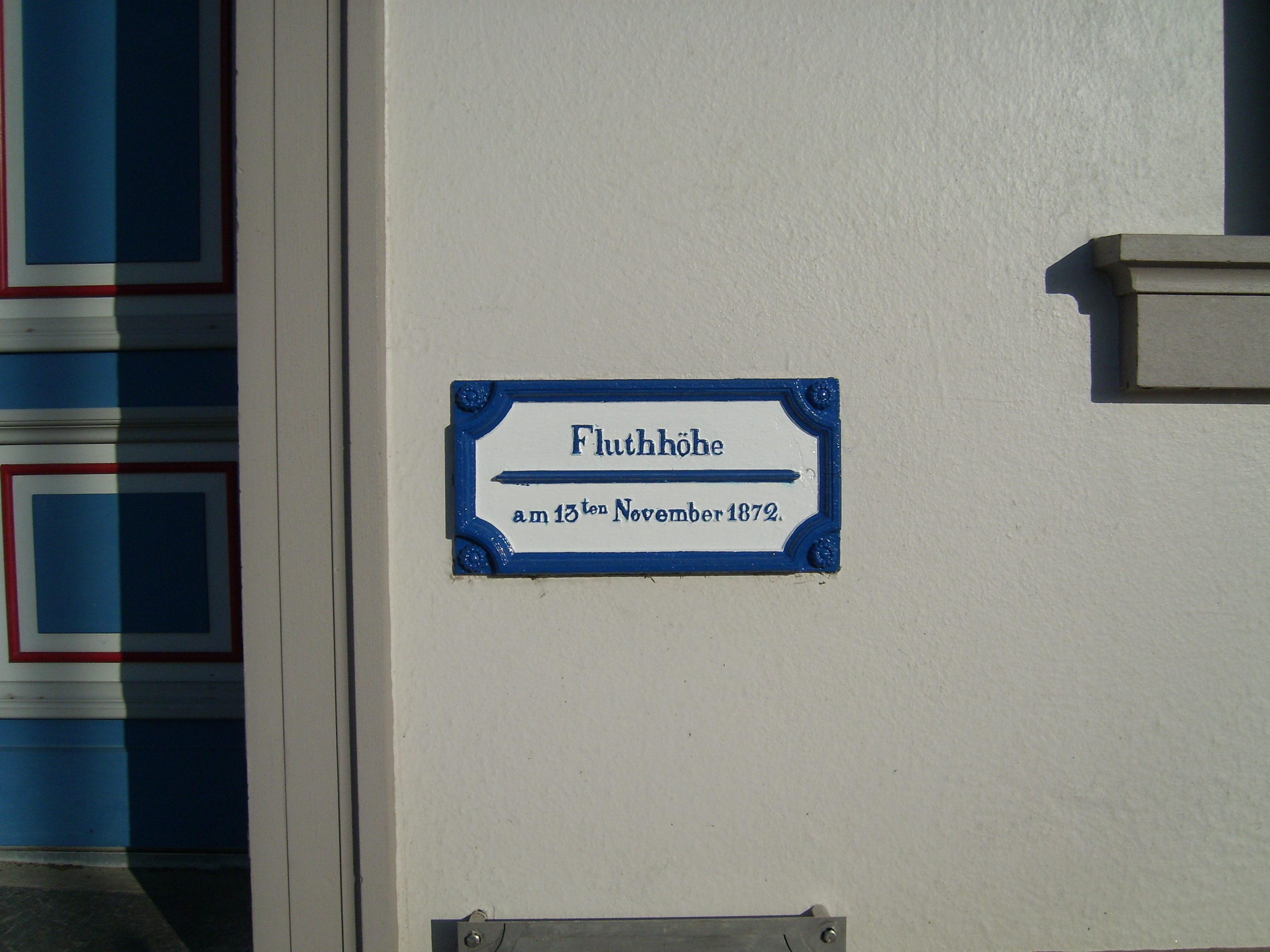
Die Hochwassermarke der Sturmflut von 1872 am Hafenamt in Greifswald-Wieck (rechts neben Tür)

Im Jahr 1870 – spät im Vergleich zu anderen Städten – entstand eine unabhängige jüdische Gemeinde, die von der Stralsunder Gemeinde abgetrennt wurde, mit etwa 100 Mitgliedern, zu denen auch Professoren gehörten, so Felix Hausdorff. Ein jüdischer Friedhof auf eigenem Grundstück bestand seit 1860 an der Straße nach Gützkow-Jarmen. Durch Abwanderung ist sie in der Zeit des Nationalsozialismus bereits vor 1938 auf nur noch wenige Personen geschrumpft. Eine Gedenktafel am Ort des ehemaligen Betsaals im Marktostquartier erinnert heute an die Gemeinde.
Am 13. November 1872 führte ein Sturmhochwasser mit 2,64 m ü. NN zum höchsten Hochwasserstand seit dem Aufzeichnungsbeginn.

## 20. und 21. Jahrhundert

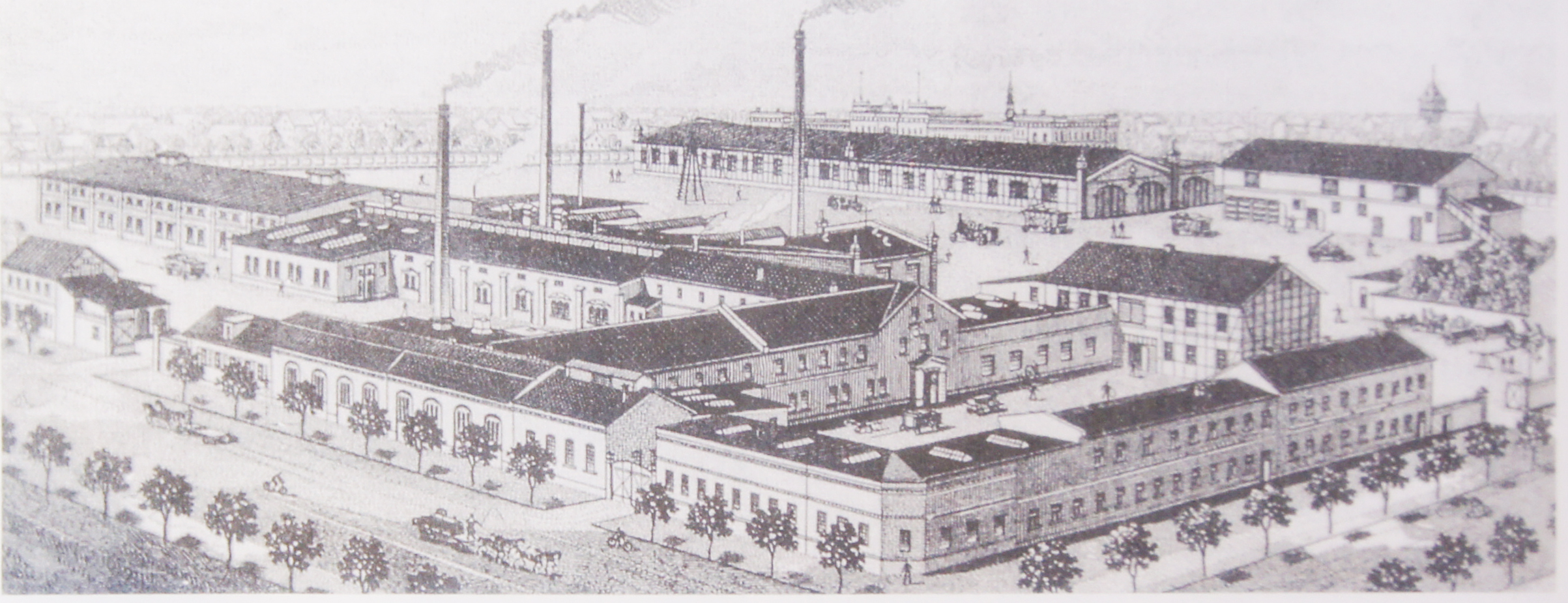
Greifswald Brinkstraße – Anklamer Straße 1910

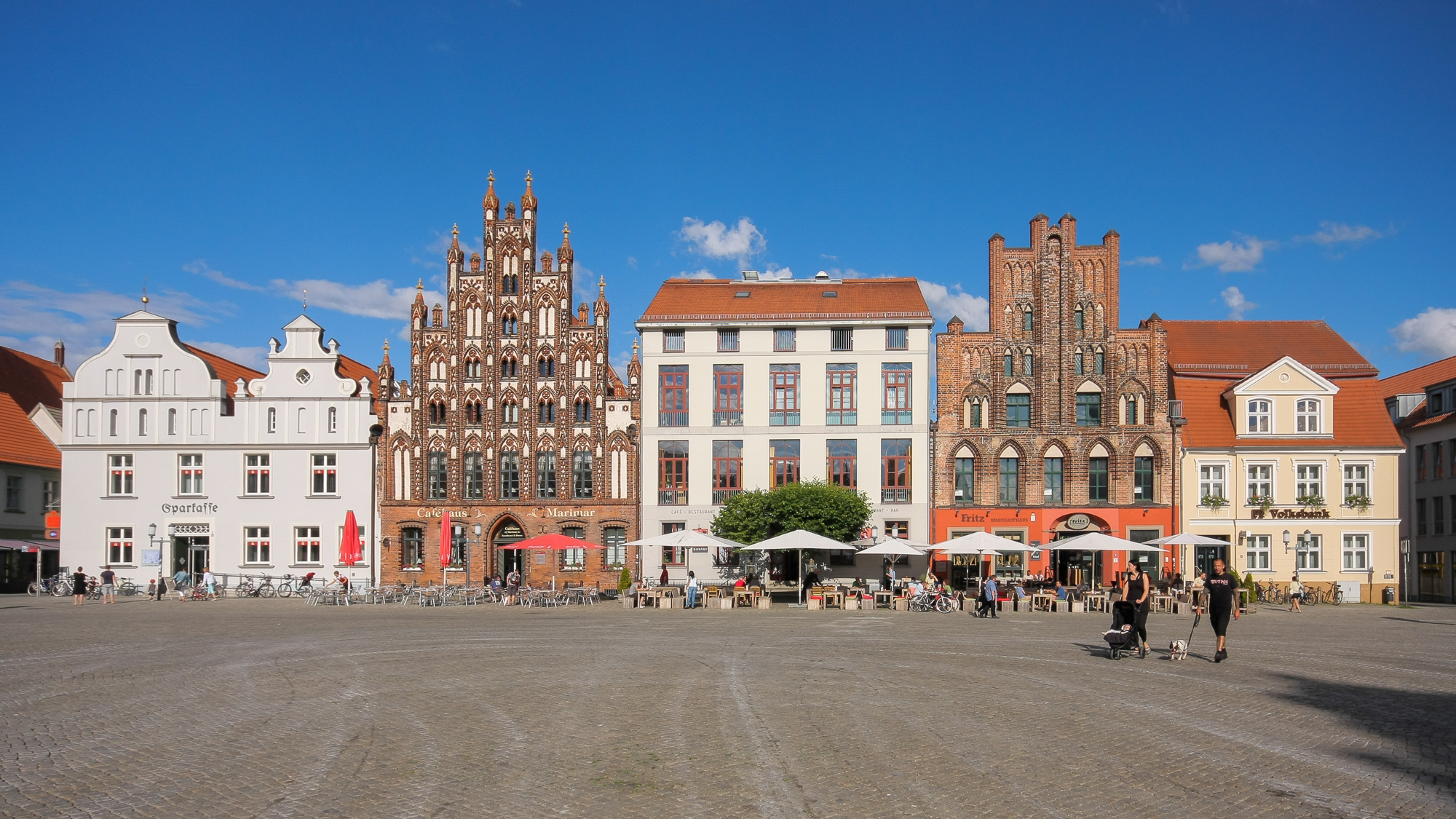
Ostseite des Greifswalder Marktplatzes mit backsteingotischen Giebelhäusern 2013

Zur Jahrhundertwende entstanden großzügig bebaute neue Straßen, in denen sich die zunehmende wohlhabende Bürgerschaft niederließ. 1912 erhielt Greifswald den Status einer kreisfreien Stadt. Zu Beginn des Ersten Weltkrieges waren 1500 Studenten an der Universität immatrikuliert. 1915 wurde ein Theaterneubau eröffnet. Eine Landschenkung der Stadt an die Universität von 1925 ermöglichte der Universität ein Wachstum über die Grenzen der Altstadt hinaus. 1929 wurde auf dem neuen Universitätsgelände im Osten der Stadt eine moderne Hautklinik eröffnet. 1934 wurde dort mit der Anlage des Arboretums begonnen; 1935 folgte die Eröffnung der Klinik für Hals-, Nasen- und Ohrenerkrankungen.
1926 wurde die Eisenbahnwerkstatt – seit Gründung der DR (Deutsche Reichsbahn) von 1920 als RAW (Reichsbahn-Ausbesserungswerk) bezeichnet – nach Arbeitskämpfen geschlossen. Die Weltwirtschaftskrise der 1930er Jahre machte sich durch große Arbeitslosigkeit bemerkbar.

### Zeit des Nationalsozialismus
Anlässlich der 1939 durchgeführten Gebietsreform wurden die Orte Wieck und Eldena eingemeindet. Damit stieg die Einwohnerzahl auf über 37.000.
Zum Zentrum des Antisemitismus wurde die Studentenschaft der Universität, die 1933 die Aberkennung der Ehrensenatorwürde von Julius Lippmann und Arthur Kunstmann forderte. Der Boykott am 1. April 1933 traf viele Geschäfte, der entlassene Universitätspsychiater Edmund Forster nahm sich am 11. September 1933 das Leben. Der Gymnasiallehrer am Friedrich-Ludwig-Jahn-Gymnasium, Clemens Thaer, mit einer Jüdin verheiratet, widersprach öffentlich der NS-Rassenlehre und wurde verwarnt. Der Rechtshistoriker Josef Juncker wurde 1935 in den Ruhestand versetzt, der Zoologe Ernst Matthes folgte 1937. Im Jahr 1938 wurden „Arisierungen“ vieler Geschäfte eingeleitet, am 9. November viele Geschäfte (Bekleidungsgeschäft Biermann, Lange Straße 32, Korsettgeschäft Johanna Joel, Lange Straße 39, Kolonialwarenladen Georg Feldmann, Gützkower Straße 39) demoliert. demoliert. Widerstand kam aus den Kirchen, so vom katholischen Pfarrer Alfons Maria Wachsmann und vom evangelischen Pfarrer in Groß Kiesow, Joachim Pfannschmidt. In Greifswald fand am 19. März 1934 auf Einladung Karl von Schevens eine Tagung des Pfarrernotbundes statt.
Am 12. Februar 1940 erfolgte die Deportation der verbliebenen jüdischen Einwohner Greifswalds in den Raum Lublin, die auf Initiative des Gauleiters im Gau Pommern Franz Schwede erfolgte, der sein Gebiet als erstes im Reich für „judenfrei“ erklärte.
Von 1940 bis 1945 bestand an der heutigen Franz-Mehring-Straße das große Kriegsgefangenenlager Stammlager IIC, in dem viele Kriegsgefangene aus zahlreichen von Deutschland besetzten Ländern interniert und in Nebenlagern zu Zwangsarbeit eingesetzt wurden.
Den Zweiten Weltkrieg überstand die Stadt, die eine große Garnison der Wehrmacht beherbergte, ohne Zerstörungen. Am 30. April 1945 wurde sie auf Veranlassung des Stadtkommandanten Rudolf Petershagen kampflos der Roten Armee übergeben. Beteiligt an den entsprechenden Verhandlungen waren der damalige Rektor der Universität Carl Engel, der stellvertretende Stadtkommandant Max Otto Wurmbach sowie Gerhardt Katsch als Leiter der Universitätskliniken und dienstältester Sanitätsoffizier in der Stadt.

### SBZ/DDR

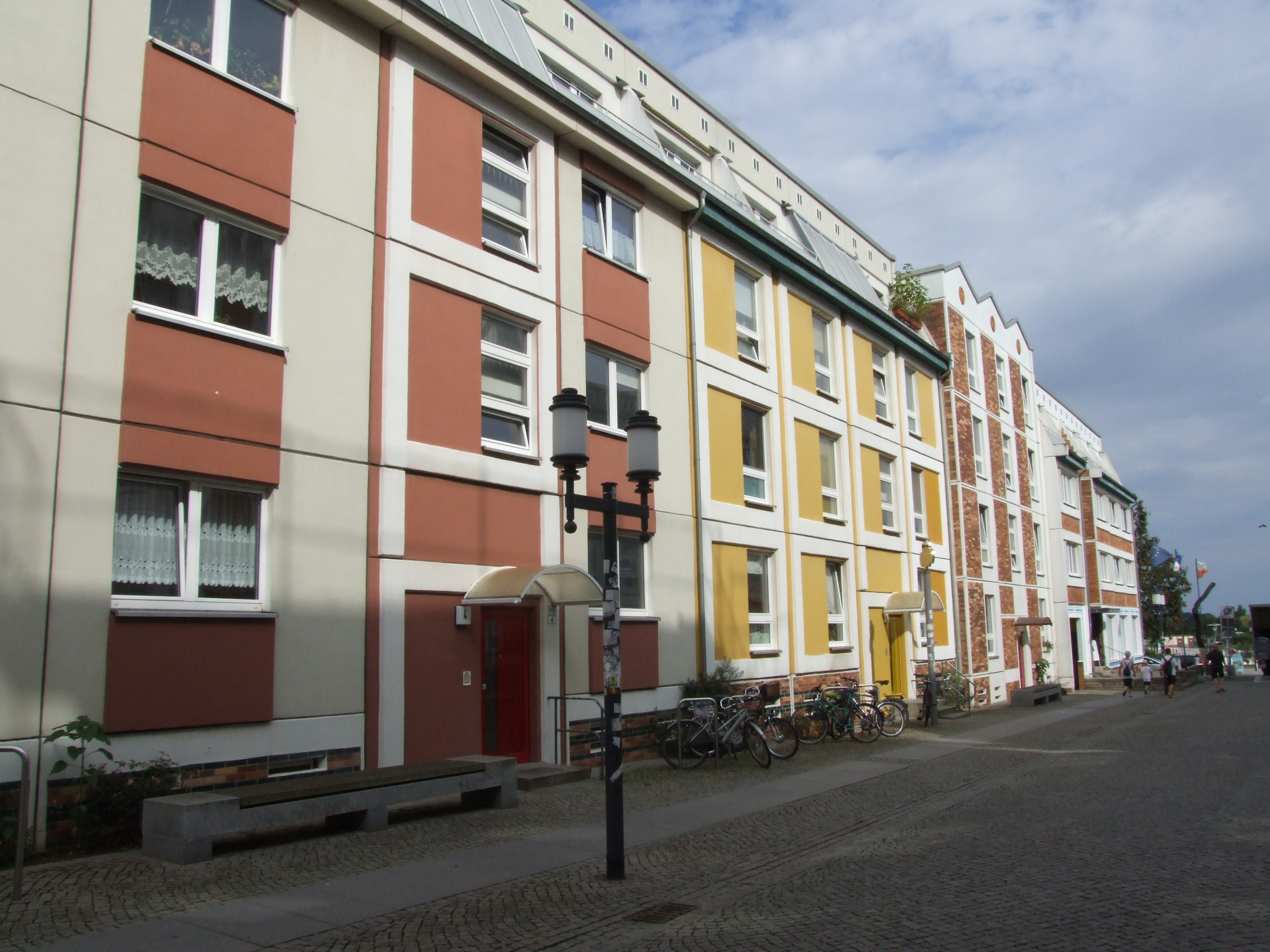
Knopfstraße: Plattenbauten ersetzten im Norden der Altstadt weitgehend die historische Bausubstanz.

In den unmittelbaren Nachkriegsjahren wurden Funktionen für den bei Deutschland verbliebenen Teil Pommerns von Stettin nach Greifswald verlegt, u. a. die Leitung der pommerschen Landeskirche, das Landesarchiv und die Reichsbahndirektion. 1945 eröffneten die sowjetischen Besatzer das Eisenbahnwerk wieder. Aus dem RAW und einigen anderen Betrieben wurde später das KAW (Kraftwagen-Ausbesserungswerk) gebildet; daneben gab es ein Kraftwagenbetriebswerk (KBW).
Die Schädigungen und Verluste wichtiger Teile der Bausubstanz der historisch wertvollen Altstadt sind auf Abriss sowie unterlassene Restaurierungen und Instandhaltungen in der DDR zurückzuführen; durch Abrisse, zum Beispiel des klassizistischen Steinbecker Tores (auch Brandenburger Tor genannt) von Carl August Peter Menzel im Jahr 1951, und historisierenden (Platten-)Neubau im Norden der Altstadt ging zwischen 1945 und 1990 etwa die Hälfte der historischen Bausubstanz verloren.
„Es war das Schlachten einer historischen Altstadt“, formulierte Conrad. Ähnlich der vorpommersche Historiker Norbert Buske im Jahr 1991: „Wer heute nach Greifswald kommt, der muß meinen, auch über Greifswald sei damals die Kriegswalze gefahren und habe die Stadt in Schutt und Asche gelegt“.
Ende der 1960er Jahre begann die Umgestaltung eines innerstädtischen Teilgebietes zwischen Brüggstraße und Bachstraße, Altem Hafen und Markt im Rahmen eines Forschungsprojektes der Bauakademie der DDR in „angepasster Plattenbauweise“. Dabei wurden einige denkmalgeschützte Objekte restauriert, darunter die Stadtbibliothek, das Kapitänshaus, das heutige Bestattungsinstitut und die Gebäude an der Nordseite des Marktes. Nach Abschluss dieser Sanierung Ende der 1970er Jahre wurden weitere Teile der nördlichen Altstadt nach diesem Muster umgestaltet.
Von etwa 1956 bis 1990 wurden die Großwohnsiedlungen Schönwalde I / Südstadt (1.496 Wohnungen (WE)), Schönwalde II (5.250 WE), Altes Ostseeviertel (731 WE), Ostseeviertel-Parkseite (2.202 WE) und Ostseeviertel-Ryckseite (804 WE) im Süden und Osten von Greifswald errichtet.

### Nach 1990

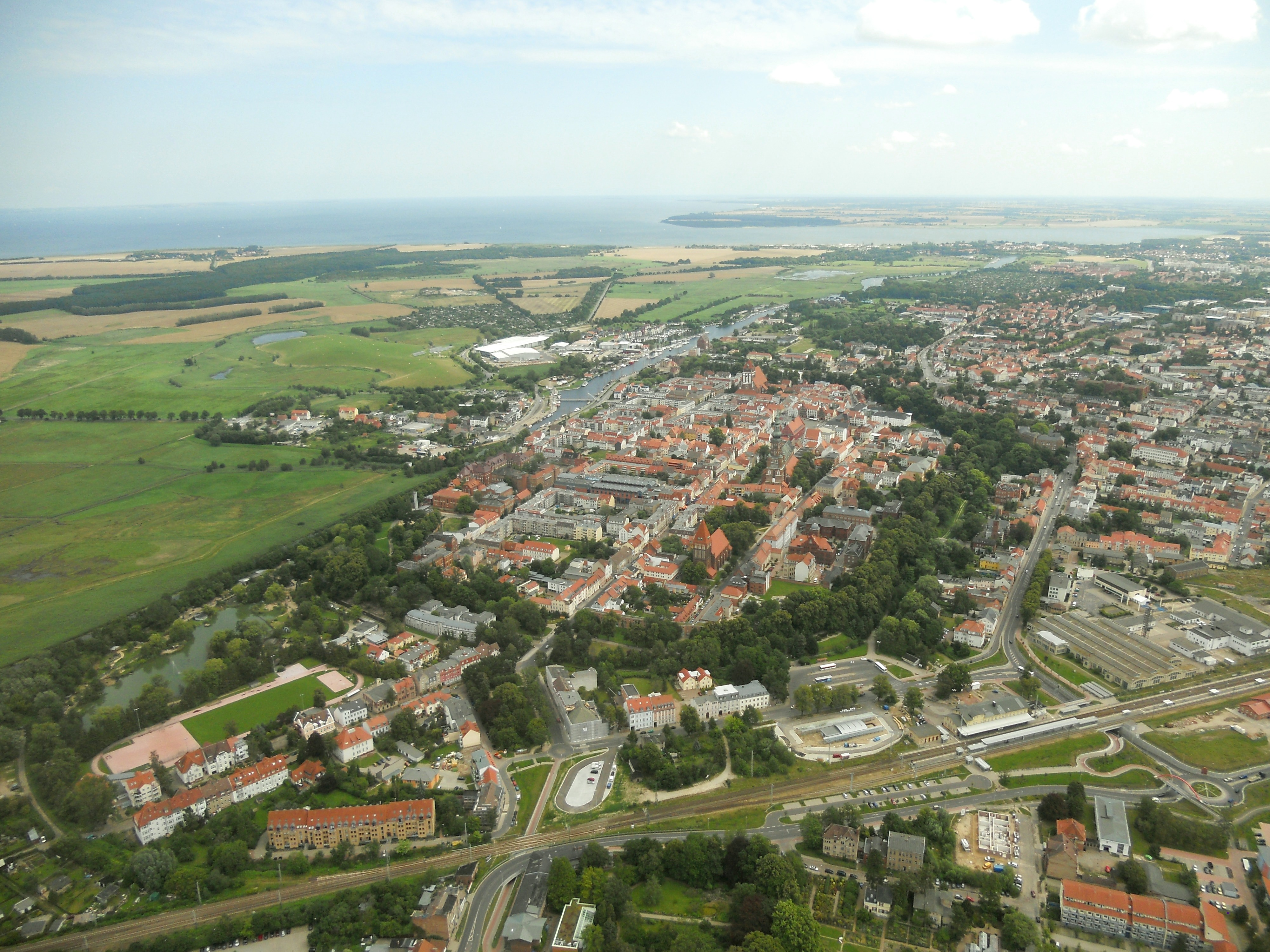
Die weitgehend sanierte Altstadt von Greifswald am Ryck, im Hintergrund der Greifswalder Bodden. Die Stadtbefestigung zeichnet sich ab. Luftbild von Juli 2012

Die seit 1991 erfolgten Sanierungen des historischen Stadtkerns im Rahmen der Städtebauförderung haben mittlerweile die noch erhaltenen Teile der Altstadt wieder sehenswert gemacht. Insbesondere der Marktplatz mit seinem freistehenden Rathaus gilt als einer der schönsten in Norddeutschland. Seit 1993 erfolgte zunächst die Umgestaltung und Aufwertung und ab 2000 auch der Rückbau in den Plattenbausiedlungen (Stadtumbau).
Im Zuge der Kreisgebietsreform Mecklenburg-Vorpommern 2011 am 4. September 2011 verlor Greifswald seine Kreisfreiheit und wurde Teil des neu gebildeten Landkreises Vorpommern-Greifswald. 2017 wurde Greifswald der Ehrentitel „Reformationsstadt Europas“ durch die Gemeinschaft Evangelischer Kirchen in Europa verliehen.

## Einwohnerentwicklung

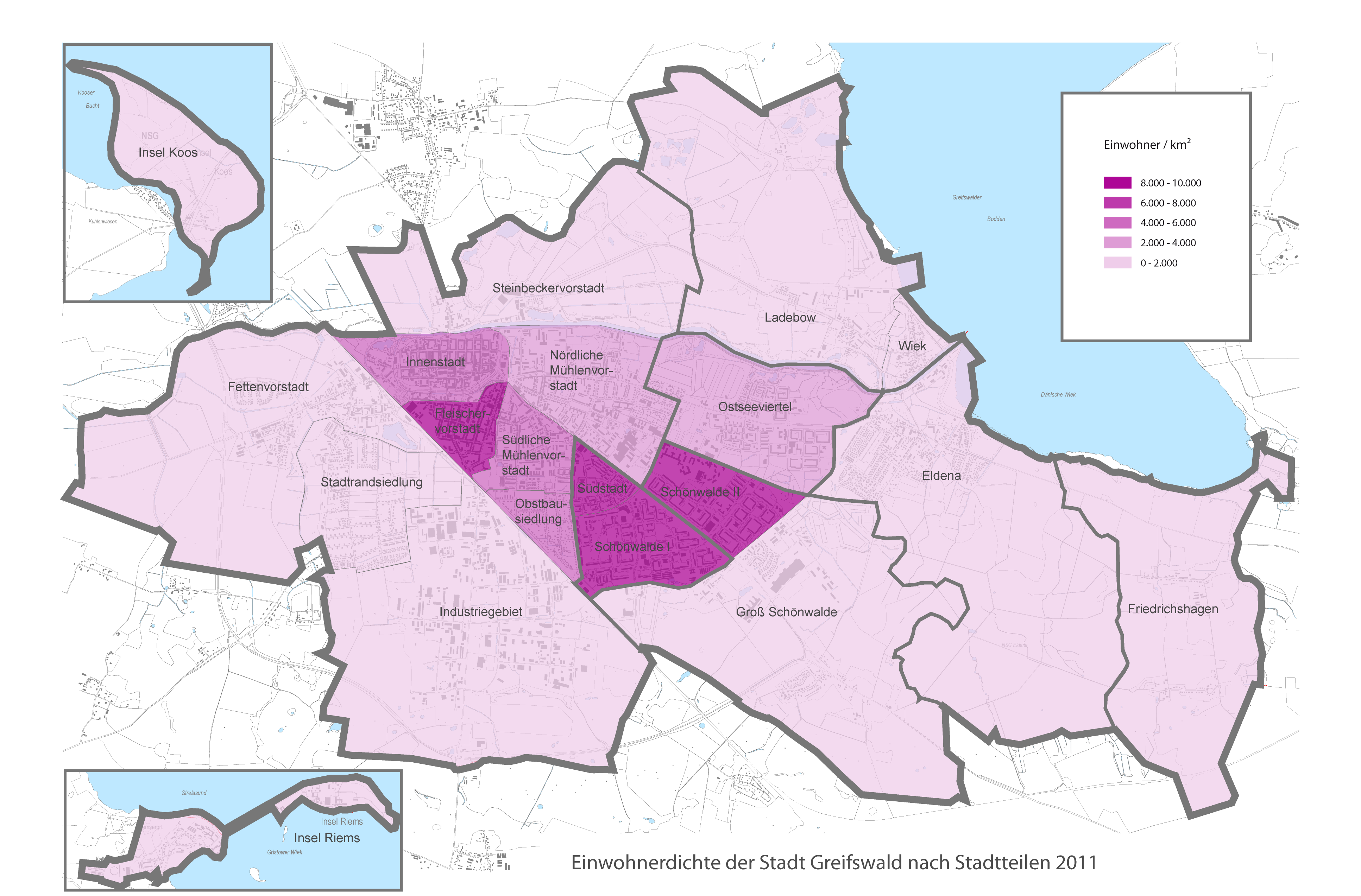
Einwohnerdichte von Greifswald 2011

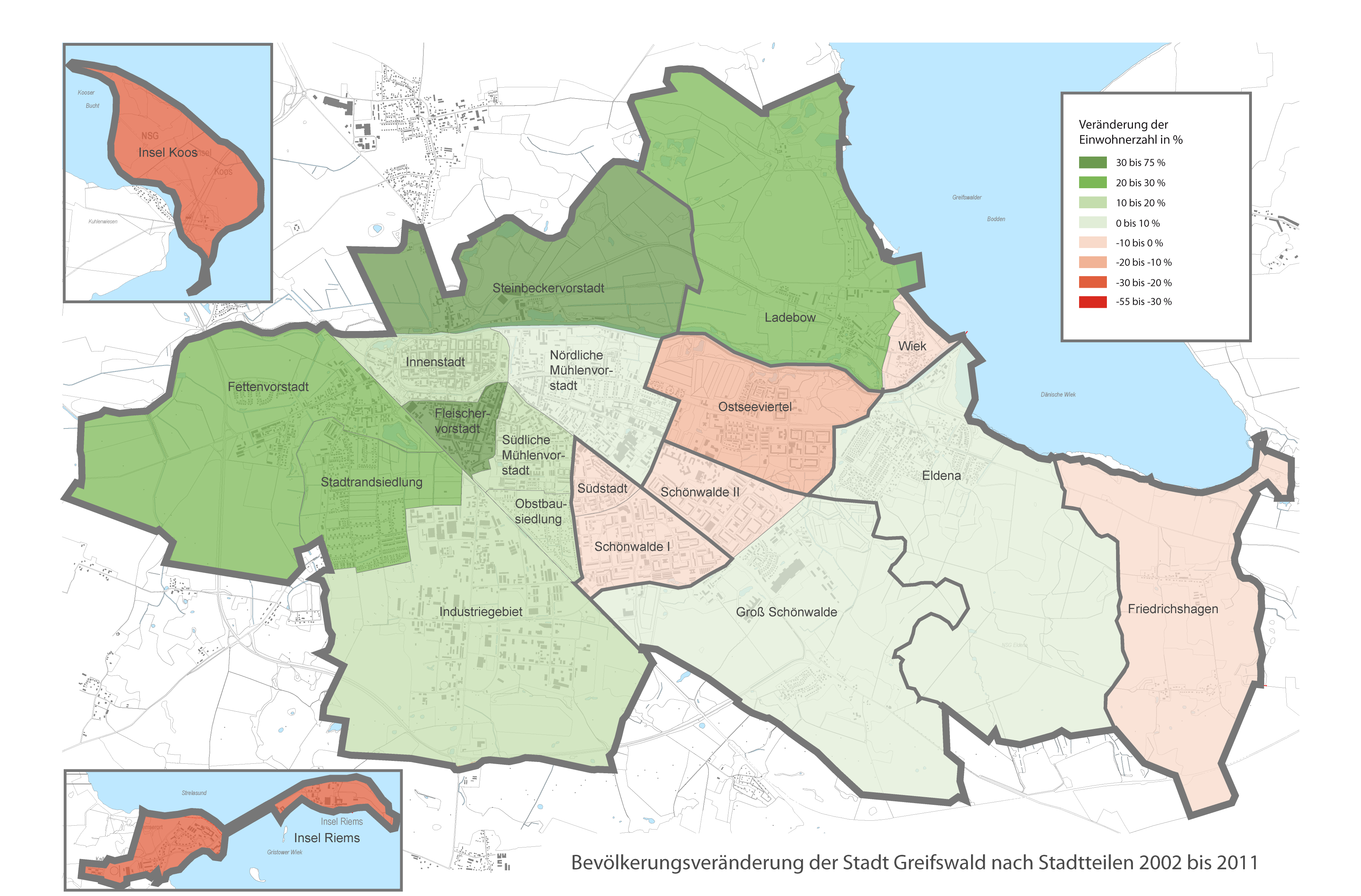
Veränderung der Einwohnerzahl 2002 bis 2011

1989 erreichte die Bevölkerungszahl der Stadt Greifswald mit über 68.000 ihren historischen Höchststand. In den auf die Wende in der DDR folgenden Jahren verlor die Stadt durch Geburtenrückgang, Wegzug auf Grund hoher Arbeitslosigkeit und Umzug in umliegende Gemeinden bis 2004 etwa 15.000 Einwohner. Die Anzahl der Studierenden an der Universität nahm hingegen zu und erreichte 2012 mit etwa 12.500 Studenten ihren bisherigen Höchststand. In einer Studie von 2008 war Greifswald die „jüngste“ Stadt Deutschlands, sie hatte den höchsten Anteil von Haushalten mit Menschen unter 30 Jahren. Zwischen 2005 und 2020 wuchs die Stadt moderat um etwa 6.500 Einwohner auf über 59.200. Mit Zweitwohnsitzen kommt Greifswald auf eine Einwohnerzahl von rund 62.000.
Die folgende Übersicht zeigt die Einwohnerzahlen nach dem jeweiligen Gebietsstand. Bis 1833 handelt es sich meist um Schätzungen, danach um Volkszählungsergebnisse ( *) oder amtliche Fortschreibungen der jeweiligen Statistischen Ämter beziehungsweise der Stadtverwaltung selbst. Die Angaben beziehen sich ab 1843 auf die „Ortsanwesende Bevölkerung“, ab 1925 auf die Wohnbevölkerung und seit 1966 auf die „Bevölkerung am Ort der Hauptwohnung“. Vor 1843 wurde die Einwohnerzahl nach uneinheitlichen Erhebungsverfahren ermittelt.

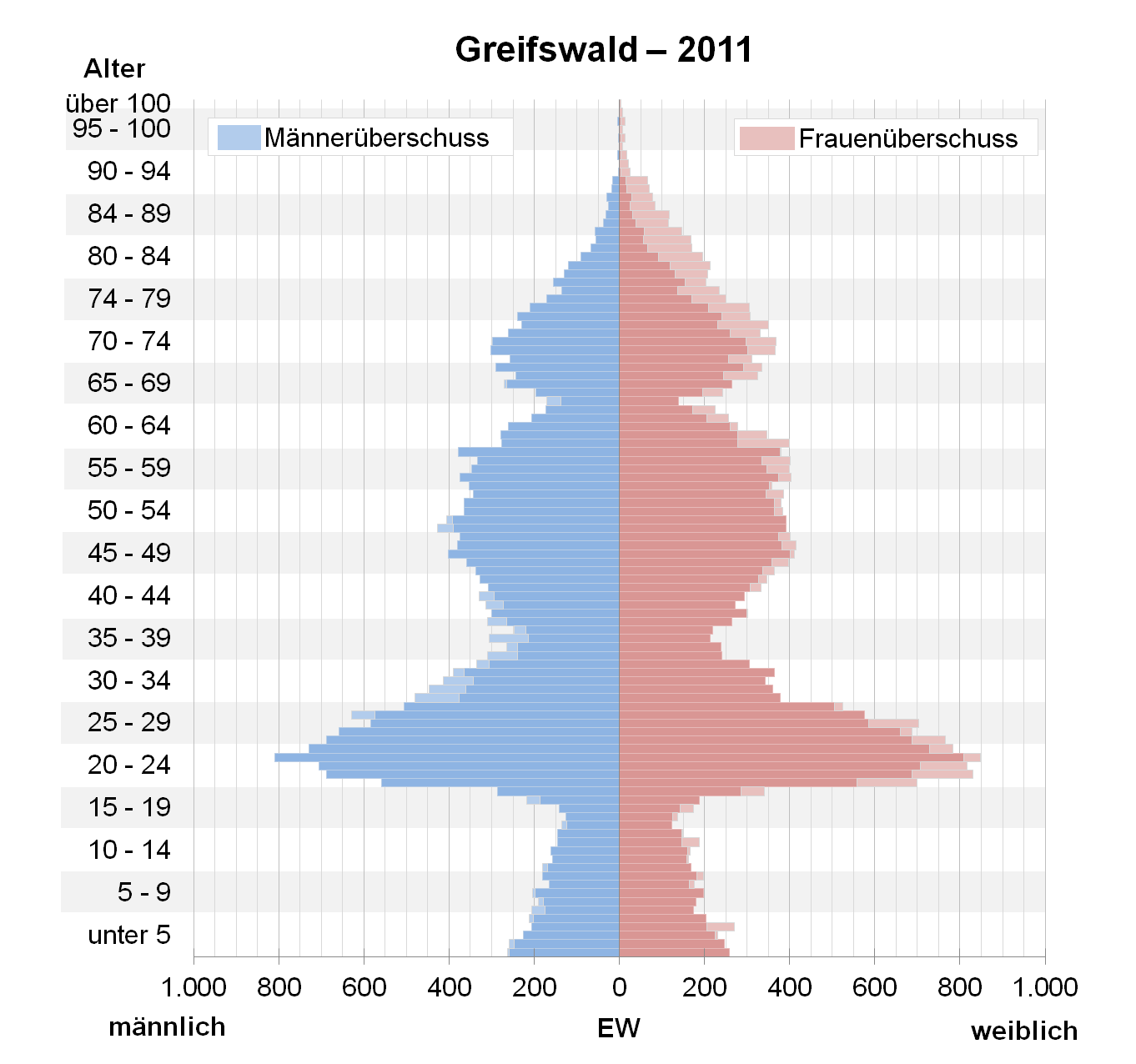
Bevölkerungspyramide für Greifswald (Datenquelle: Zensus 2011)

| Jahr               | Einwohner |
| ------------------ | --------- |
| 1618               | 6.100     |
| 1648               | 2.700     |
| 1767               | 4.611     |
| 1780               | 4.987     |
| 1800               | 5.740     |
| 1820               | 7.891     |
| 1831               | 8.967     |
| 3. Dezember 1852 * | 13.232    |
| 3. Dezember 1861 * | 15.100    |
| 3. Dezember 1864 * | 17.500    |
| 3. Dezember 1867 * | 17.400    |
| 1. Dezember 1871 * | 17.700    |
| 1. Dezember 1875 * | 18.022    |
| 1. Dezember 1880 * | 19.924    |
| 1. Dezember 1885 * | 20.345    |
| 1. Dezember 1890 * | 21.624    |
| 2. Dezember 1895 * | 22.800    |

| Jahr                | Einwohner |
| ------------------- | --------- |
| 1. Dezember 1900 *  | 23.000    |
| 1. Dezember 1905 *  | 23.750    |
| 1. Dezember 1910 *  | 24.679    |
| 1. Dezember 1916 *  | 23.122    |
| 5. Dezember 1917 *  | 23.333    |
| 8. Oktober 1919 *   | 34.374    |
| 16. Juni 1925 *     | 26.383    |
| 16. Juni 1933 *     | 29.488    |
| 17. Mai 1939 *      | 37.104    |
| 1. Dezember 1945 *  | 42.107    |
| 29. Oktober 1946 *  | 43.590    |
| 31. August 1950 *   | 44.468    |
| 31. Dezember 1955   | 45.827    |
| 31. Dezember 1960   | 46.728    |
| 31. Dezember 1964 * | 47.421    |
| 1. Januar 1971 *    | 47.017    |
| 31. Dezember 1975   | 55.513    |

| Jahr                | Einwohner |
| ------------------- | --------- |
| 31. Dezember 1981 * | 61.388    |
| 31. Dezember 1985   | 65.275    |
| 31. Dezember 1988   | 68.597    |
| 31. Dezember 1990   | 66.251    |
| 31. Dezember 1995   | 60.772    |
| 31. Dezember 2000   | 54.236    |
| 31. Dezember 2004   | 52.669    |
| 31. Dezember 2005   | 53.281    |
| 31. Dezember 2010   | 54.610    |
| 31. Dezember 2013   | 55.050    |
| 31. Dezember 2014   | 55.137    |
| 31. Dezember 2015   | 57.286    |
| 31. Dezember 2016   | 57.985    |
| 31. Dezember 2017   | 58.886    |
| 31. Dezember 2018   | 59.382    |
| 31. Dezember 2019   | 59.232    |
| 31. Dezember 2020   | 59.282    |

## Einzelbelege
1. 1 2 3 4 5  Günter Mangelsdorf: Zur Ur- und Frühgeschichte des Greifswalder Gebietes, zu den Anfängen des Klosters Eldena und der Stadt Greifswald im 12./13. Jahrhundert. In: Horst Wernicke (Hrsg.): Greifswald. Geschichte der Stadt. Helms, Schwerin 2000, ISBN 3-931185-56-7, S. 27.
2. 1 2  Teodolius Witkowski: Die Ortsnamen des Kreises Greifswald (= Berliner Beiträge zur Namenforschung. Band 5). Mit Beiträgen von H. Berlekamp und J. Wächter. Böhlau, Weimar 1978, DNB 780456823, S. 65.
3. ↑  Teodolius Witkowski: Die Ortsnamen des Kreises Greifswald. Weimar 1978, S. 64.
4. ↑  Teodolius Witkowski: Die Ortsnamen des Kreises Greifswald. Weimar 1978, S. 65; ferner Dietrich Rahn: Die Orts- und Flurnamen des Stadt- und Landkreises Greifswald. Ihre Entstehung und ihre Bedeutung für die Pommersche Heimatkunde. J. Abel [Bruncken & Co.], Greifswald 1923, DNB 577348310, S. 22 f. (Zugl.: Greifswald, Phil. Diss.).
5. 1 2 3  Franz Scherer. In: Rat der Stadt Greifswald – Greifswald-Information (Hrsg.): Vom Festungswall zur Promenade. Greifswald 1989, S. 5.
6. ↑  Horst Wernicke: Greifswald – so wie es war (= Fotografierte Zeitgeschichte). Droste, Düsseldorf 1995, ISBN 3-7700-1015-9, S. 5; Günter Mangelsdorf: Zur Ur- und Frühgeschichte des Greifswalder Gebietes, zu den Anfängen des Klosters Eldena und der Stadt Greifswald im 12./13. Jahrhundert. In: Horst Wernicke (Hrsg.): Greifswald. Geschichte der Stadt. Helms, Schwerin 2000, ISBN 3-931185-56-7, S. 26.
7. ↑  Norbert Buske: Hinweise auf die Kirchengeschichte Greifswalds von der Gründung der Stadt bis in die Zeit der beiden Weltkriege. In: Horst Wernicke (Hrsg.): Greifswald. Geschichte der Stadt. Helms, Schwerin 2000, ISBN 3-931185-56-7, S. 164.
8. ↑  Detlef Kattinger: Die Stadtentwicklung vom Ende des 13. Jahrhunderts bis 1500. In: Horst Wernicke (Hrsg.): Greifswald. Geschichte der Stadt. Thomas Helms Verlag, Schwerin 2000, ISBN 3-931185-56-7, S. 51.
9. ↑  Detlef Kattinger: Die Stadtentwicklung vom Ende des 13. Jahrhunderts bis 1500. In: Horst Wernicke (Hrsg.): Greifswald. Geschichte der Stadt. Helms, Schwerin 2000, ISBN 3-931185-56-7, S. 37 f.; Thomas Brück: Die Greifswalder Schiffahrt im Spätmittelalter und in der frühen Neuzeit (1250 bis 1774). In: Horst Wernicke (Hrsg.): Greifswald. Geschichte der Stadt. Helms, Schwerin 2000, ISBN 3-931185-56-7, S. 235 und 241.
10. ↑  Franz Scherer. In: Vom Festungswall zur Promenade. Hrsg. vom Rat der Stadt Greifswald – Greifswald-Information. Greifswald 1989, S. 15.
11. ↑  Norbert Buske: Pommern – Territorialstaat und Landesteil von Preußen: ein Überblick über die politische Entwicklung. Thomas Helms, Schwerin 1997, ISBN 3-931185-07-9, S. 55 f.
12. ↑  Horst Wernicke: Greifswald – so wie es war. Droste, Düsseldorf 1995, S. 19 f.
13. ↑  E. von Wendt & Co. (Hrsg.): Übersicht der Preußischen Handelsmarine. Stettin Januar 1848, S. 10 f., urn:nbn:de:bvb:12-bsb10014625-2 (digitale-sammlungen.de [abgerufen am 4. Juni 2015]).
14. ↑  Heinrich Karl Wilhelm Berghaus (Bearb.): Landbuch des Herzogthums Pommern und des Fürsthentums Rügen. IV. Theil, Band I: Der Greifswalder Kreis nach seinen allgemeinen Verhältnissen, so wie insonderheit die historisch-statistische Beschreibung der Stadt Greifswald und der Königl. Hochschule daselbst. Dietze, Anklam 1866, OCLC 225357317, S. 231 ff.
15. ↑  Julia Männchen: Zur Geschichte der jüdischen Gemeinde in Greifswald. In: Zeitgeschichte regional. Band 5, Nr. 1, 2001, S. 8–12.
16. ↑  Erik Riebe: Soziale und medizinhistorische Aspekte der Moulagen an der Ernst-Moritz-Arndt-Universität Greifswald unter besonderer Berücksichtigung des Faches Haut- und Geschlechtskrankheiten. Inaugural-Dissertation, Universität Greifswald, 2005, S. 10, urn:nbn:de:gbv:9-000058-2.
17. ↑  Greifswalder Bahnhof. In: der-greifswalder.de. Abgerufen am 8. Juni 2016.
18. ↑  1933 – Universität Greifswald im Nationalsozialismus. In: uni-greifswald.de. Abgerufen am 21. November 2021.
19. ↑  Greifswald (Mecklenburg-Vorpommern). In: jüdische-gemeinden.de. Klaus-Dieter Alicke, abgerufen am 21. November 2021.
20. ↑  Wolfgang Wilhelmus: Greifswald. In: Irene Diekmann, Moses Mendelssohn-Zentrum für Europäisch-Jüdische Studien (Hrsg.): Wegweiser durch das jüdische Mecklenburg-Vorpommern (= Beiträge zur Geschichte und Kultur der Juden in Brandenburg, Mecklenburg-Vorpommern, Sachsen-Anhalt, Sachsen und Thüringen. Band 2). Verlag für Berlin-Brandenburg, Potsdam 1998, ISBN 3-930850-77-X, S. 115–127 (Teil von: Anne-Frank-Bibliothek).
21. ↑  Kyra T. Inachin: Von Selbstbehauptung zum Widerstand. Mecklenburger und Pommern gegen den Nationalsozialismus 1933 bis 1945. Kückenshagen 2005, S. 183.
22. ↑  Monika Zimmermann: Abriß der Greifswalder Altstadt. In: Widerstand in Mecklenburg-Vorpommern. Abgerufen am 21. November 2021.
23. ↑  Das „Schlachten“ einer historischen Altstadt. Fotograf Robert Conrad dokumentiert Greifswalds Baupolitik (dapd). In: Thüringische Landeszeitung. 6. Oktober 2012.
24. ↑  Die Reformationsstädte Europas und das Stadtporträt zu Greifswald in der GEKE-Projektsite: Reformationsstadt Greifswald. Deutschland. „Du bist ehrenreich“. In: reformation-cities.org/cities, abgerufen am 21. März 2017.
25. ↑  Zahlen, Daten, Fakten. Universität Greifswald, 19. November 2015, archiviert vom Original (nicht mehr online verfügbar) am 2. April 2016; abgerufen am 1. Juli 2016.
26. ↑  Mehr als jeder dritte Deutsche wohnt allein. GfK, 4. Dezember 2008, abgerufen am 1. Juli 2016.
27. ↑  Gabriel Kords: Greifswald ist Deutschlands „jüngste Stadt“. In: webmoritz.de. 9. Dezember 2008, abgerufen am 1. Juli 2016.
28. ↑  LAI MV: Amtliche Einwohnerzahlen in Fortschreibung des Zensus 2011. In: Statistisches Amt. Abgerufen am 5. Februar 2021.
29. ↑  Datenbank Zensus 2011, Greifswald, Alter + Geschlecht